# Silvia Mezzanotte
Silvia Mezzanotte (Bologna, 22 aprile 1967) è una cantante italiana.
Tra il 1999 e il 2016 ha alternato la carriera solista a quella di voce dei Matia Bazar in due riprese, la prima volta fino al 2004 e, successivamente, dal 2010 al 2016, anno del suo abbandono definitivo del gruppo.
Compare in quattro album del gruppo genovese, mentre da solista ha pubblicato due album oltre ad avere partecipato a varie trasmissioni televisive e portato in tour rappresentazioni teatrali.
Con i Matia Bazar ha vinto il Festival di Sanremo 2002 con il brano Messaggio d'amore.

## Biografia

### Attività musicale
Inizia in giovane età a cantare. Nel 1990 partecipa al Festival di Sanremo, nella categoria Giovani, con la canzone Sarai grande, ottenendo il quarto posto.
Negli anni successivi collabora con Laura Pausini, Francesco De Gregori (compare, citata dallo stesso artista, nei concerti registrati sul CD live Bootleg) e Mia Martini.

Silvia Mezzanotte e i Matia Bazar mentre presentano "Messaggio d'amore" a Sanremo 2002.

Nel 1999 Giancarlo Golzi, leader dei Matia Bazar, le propose l'ingresso nel gruppo in sostituzione di Laura Valente (che aveva a sua volta sostituito Antonella Ruggiero dieci anni prima).
Con il gruppo partecipa a tre edizioni del Festival di Sanremo: nel 2000 con la canzone Brivido caldo, nel 2001 con Questa nostra grande storia d'amore, arrivata al terzo posto, e nel 2002 con la canzone Messaggio d'amore, vincitrice della manifestazione. Immediatamente dopo la vittoria al festival, i Matia Bazar partono per un tour dal quale viene realizzato il loro primo album live, Messaggi dal vivo. Il tour dura due anni, in Italia e all'estero.
Nel 2004 lascia il gruppo per intraprendere la carriera solista. Nel 2006 esce l'album di debutto da solista, Il viaggio, lanciato dal singolo Tanto tanto amor. Nel dicembre dello stesso anno collabora con Massimo Ranieri in Perdere l'amore, duetto inserito nell'album dell'artista napoletano Canto perché non so nuotare. L'anno successivo, Ranieri la vuole nelle quattro puntate del suo show televisivo Tutte donne tranne me. Partecipa a diverse trasmissioni tv, tra cui uno speciale televisivo dedicato a Mina in onda su Rai 2 e nello stesso anno è una delle protagoniste della terza edizione del reality show musicale Music Farm condotto da Simona Ventura su Rai 2.
Nel 2008 esce il suo secondo album, Lunatica, lanciato dal video Non c'è contatto composto da Emilio Munda. il video è diretto dal regista Luciano Melchionna e interpretato da Carolina Crescentini. L'album contiene, tra gli altri, il brano La cura di Franco Battiato. Nel settembre dello stesso anno entra a far parte del cast del programma televisivo Volami nel cuore, varietà del sabato sera di Rai 1. Nel 2009 inizia un percorso teatrale con lo spettacolo Regine, un recital in sei lingue nel quale omaggia le maggiori interpreti internazionali che hanno contribuito alla sua crescita musicale, da Mina a Liza Minnelli. Nello stesso anno intraprende il Lunatica tour 2009 e prende parte ad alcuni spettacoli teatrali di Massimo Ranieri. Sempre nel 2009, assieme ad Antonino, Leda Battisti, Daniele Stefani ed altri, incide Sarai singolo benefico in memoria del piccolo Tommaso Onofri.
Il 20 giugno 2010 partecipa, su Rai Uno, alla trasmissione Una voce per Padre Pio dove presenta il brano inedito Tu, cantato con Ivana Spagna e Jenny B, e la cover de La voce del silenzio entrambi incisi per una compilation a fondo benefico.
Il 20 settembre 2010 viene ufficializzata, sul sito del gruppo, la riunione dei Matia Bazar, col ritorno di Silvia Mezzanotte. Dal 22 ottobre 2010 entra in rotazione radiofonica il singolo Gli occhi caldi di Sylvie, il nuovo singolo della "reunion" del gruppo. Partecipa insieme ai Matia Bazar al Festival di Sanremo 2012 con il brano Sei tu. Dopo tre anni di tournée, esce nel marzo 2015 il cofanetto Matia Bazar 40th Anniversary Celebration, che contiene due DVD live e un cd live. Nel luglio dello stesso anno parte il tour che celebra i 40 anni di carriera del gruppo. Nel pieno della tournée, il 12 agosto del 2015 Giancarlo Golzi, leader storico del gruppo, muore a causa di un arresto cardiaco. Segue un periodo durante il quale le attività del gruppo vengono interrotte. Il 2 febbraio 2016 Silvia Mezzanotte termina la collaborazione con i Matia Bazar per dedicarsi nuovamente alla propria carriera di solista.
Da aprile a settembre 2016 propone lo spettacolo musicale Regine Summer Tour, accompagnata da 4 musicisti: Riccardo Cherubini alle chitarre, Lino De Rosa Davern al basso, Michele Scarabattoli alle tastiere e Claudio Del Signore alla batteria.
Dal 16 settembre al 4 novembre 2016 è concorrente del programma Tale e quale show, condotto da Carlo Conti su Rai 1, nel quale si classifica al primo posto tra i dodici partecipanti.
Esce il 19 maggio 2017 il nuovo singolo "Lasciarmi Andare" .
Nel 2018 inizia la collaborazione con il manager Stefano Baldrini che produce il "Summer Tour 2018". Con lui inizia un nuovo percorso artistico che la vede protagonista in un duetto con la cantante americana Dionne Warwick. Nell'ottobre 2018 riprende il tour teatrale Le mie Regine prodotto sempre da Stefano Baldrini.
Nel 2019 esce il nuovo singolo di Silvia Mezzanotte Aspetta un attimo che precede di poche settimane l’omonimo album.
Nell'estate del 2021 avvia una collaborazione artistica con Carlo Marrale, cofondatore dei Matia Bazar, con il quale crea uno spettacolo dal titolo La nostra storia in cui si fondono le esperienze dei due artisti attraverso i più grandi successi dei Matia Bazar. 
A maggio 2023 debutta il tour celebrativo per i 40 anni del brano Vacanze romane dove Silvia Mezzanotte e Carlo Marrale rivestono in acustica (chitarra e voce) il celebre successo. Il brano è anticipato da un suggestivo videoclip realizzato all'interno di Palazzo Ferrajoli

### Attività teatrali
Silvia Mezzanotte è  in tour da diversi anni con lo spettacolo Le mie Regine dove interpreta successi delle maggiori cantanti di tutte le nazionalità, tra cui Giuni Russo con La sua figura, Mia Martini con Col tempo imparerò, e molte altre artiste.
Protagonista nel 2016 della drammatizzazione teatrale Perché glielo ho permesso? di Riccardo Russo sul tema del femminicidio, nel 2017 ha avviato una collaborazione con il maestro Filippo Arlia sul progetto Duettango, omaggio ad Astor Piazzolla.

### Vita personale
Il 7 settembre 2023 ha sposato il compagno Massimiliano Bucca, docente.

## Discografia

### Album in studio
- 2006 - Il viaggio
- 2008 - Lunatica
- 2019 - Aspetta un attimo (Fluido Records)

### Singoli
- 1990 - Sarai grande
- 2005 - Tanto tanto amor
- 2006 - Tu sei già poesia
- 2006 - Giura adesso
- 2008 - Non c'è contatto
- 2009 - Ave Maria
- 2010 - Nell'aria (con Marya)
- 2014 - La strada delle orfanelle (con Matteo Greco)
- 2017 - Lasciarmi andare
- 2019 - Aspetta un attimo
- 2020 - Ti sento (con Genise)
- 2021 - Poesia per una rosa (con Ugo Mazzei)
- 2023 - Vacanze romane (con Carlo Marrale)

### Album in studio
- 2000 - Brivido caldo
- 2001 - Dolce canto
- 2002 - Messaggi dal vivo
- 2011 - Conseguenza logica

### Singoli
- 2000 - Brivido caldo
- 2000 - Non abbassare gli occhi
- 2001 - Questa nostra grande storia d'amore/Via da me
- 2001 - Dolce canto
- 2002 - Messaggio d'amore
- 2010 - Gli occhi caldi di Sylvie
- 2011 - Conseguenza logica
- 2011 - Pura fantasia
- 2011 - A piene mani
- 2012 - Sei tu
- 2012 - Noi siamo il mondo

## Televisione
- Sanremo Top (Rai 1, 2002) - Co-conduttrice
- Music Farm 3 (Rai 2, 2006) - Concorrente
- Tutte donne tranne me (Rai 1, 2007) - Ospite fissa
- Volami nel cuore (Rai 1, 2008)
- Tale e Quale Show 6 (Rai 1, 2016) - Concorrente, vincitrice
- Tale e Quale Show: Il Torneo 5 (Rai 1, 2016) - Concorrente
- Tale e Quale Show: Il Torneo 6 (Rai 1, 2017) - Concorrente
- All Together Now - La musica è cambiata (Canale 5, dal 2019)  - Giurata del muro
- All Together Now Kids (Canale 5, 2021) - Giurata del muro